# Białostocki Teatr Komedialnia
Białostocki Teatr Komedialnia (BT Komedialnia) – powstał w 2013 w Białymstoku.

## Historia
W 2013 Piotr Dąbrowski razem z żoną Julią Wacławik-Dąbrowską założył nowy teatr – Białostocki Teatr Komedialnia. Nazwa teatru (Komedialnia) nawiązuje do pierwszego stałego teatru na ziemiach polskich, który powstał w 1748 roku w Białymstoku.
Spektaklem premierowym wystawionym w dniu 6 kwietnia 2013 był Długi łykend na podstawie tekstu kanadyjskiego dramaturga Norma Fostera.
Współpracę z teatrem nawiązali m.in. Katarzyna Żak, Piotr Cyrwus, Wojciech Wysocki i Piotr Machalica.